# Ji Wallace
Ji Wallace (* 23. Juni 1977 in Lismore, New South Wales) ist ein ehemaliger australischer Trampolinturner.
Wallace gewann 1996 eine Goldmedaille bei der 19. Trampolin-WM in Vancouver. Im Jahr 2000 gewann er bei den Olympischen Sommerspielen in Sydney eine Silbermedaille im Trampolinturnen. Nach diesem Erfolg beendete Wallace zunächst seine Trampolinkarriere und betrieb Freestyle-Skiing, danach arbeitete er als Trampolintrainer in China. Nach seinem öffentlichen Coming-out 2005 engagierte er sich als Botschafter für die Gay Games.
Am 8. August 2012 bekannte er sich in einem Brief an eine australische Zeitung zu seiner HIV-Erkrankung.